# Li Volsi

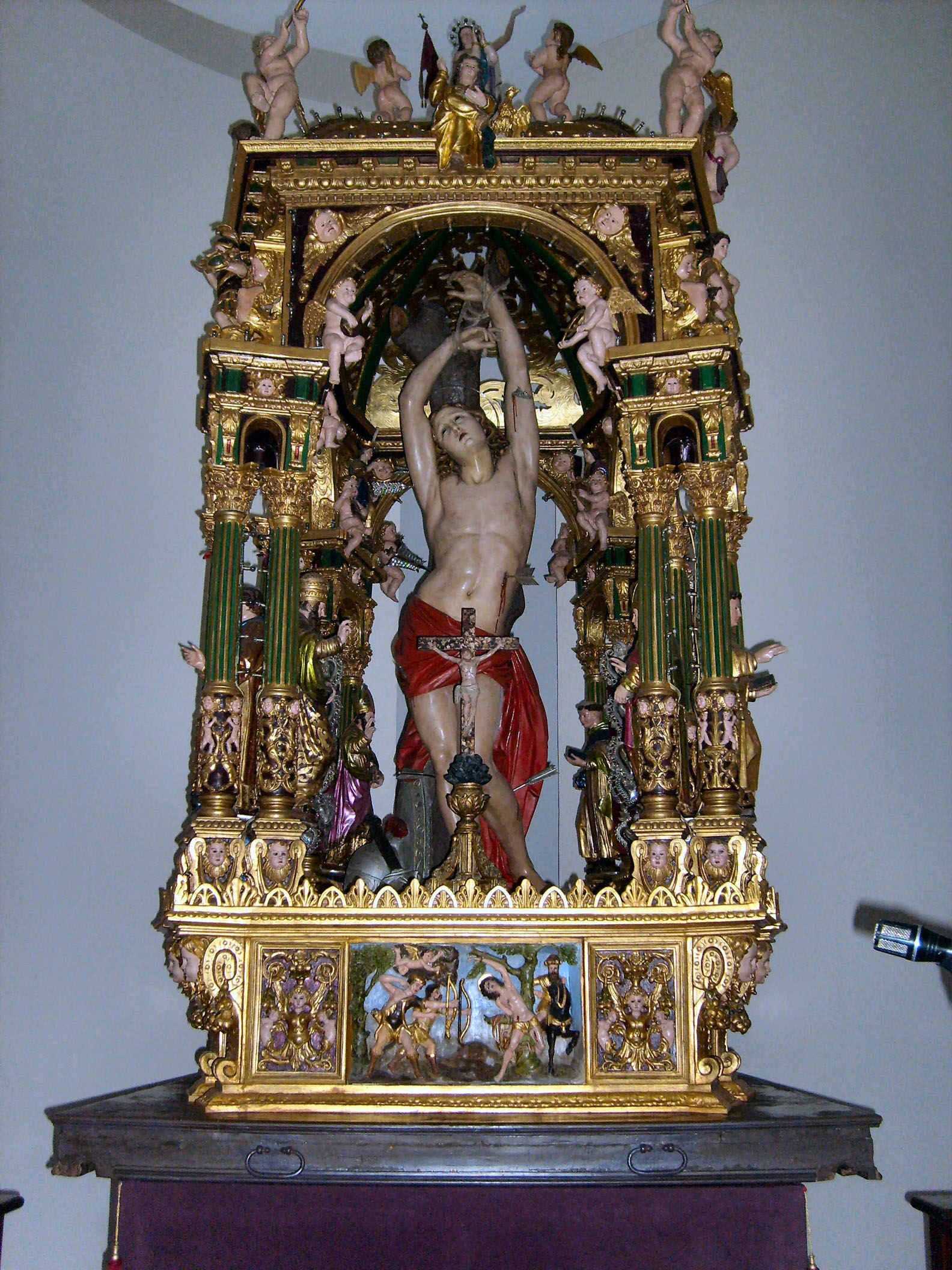
La vara di San Sebastiano a Mistretta, Giuseppe e Giovanbattista Li Volsi, tra il 1610 ed il 1611 (la statua è del XX secolo).

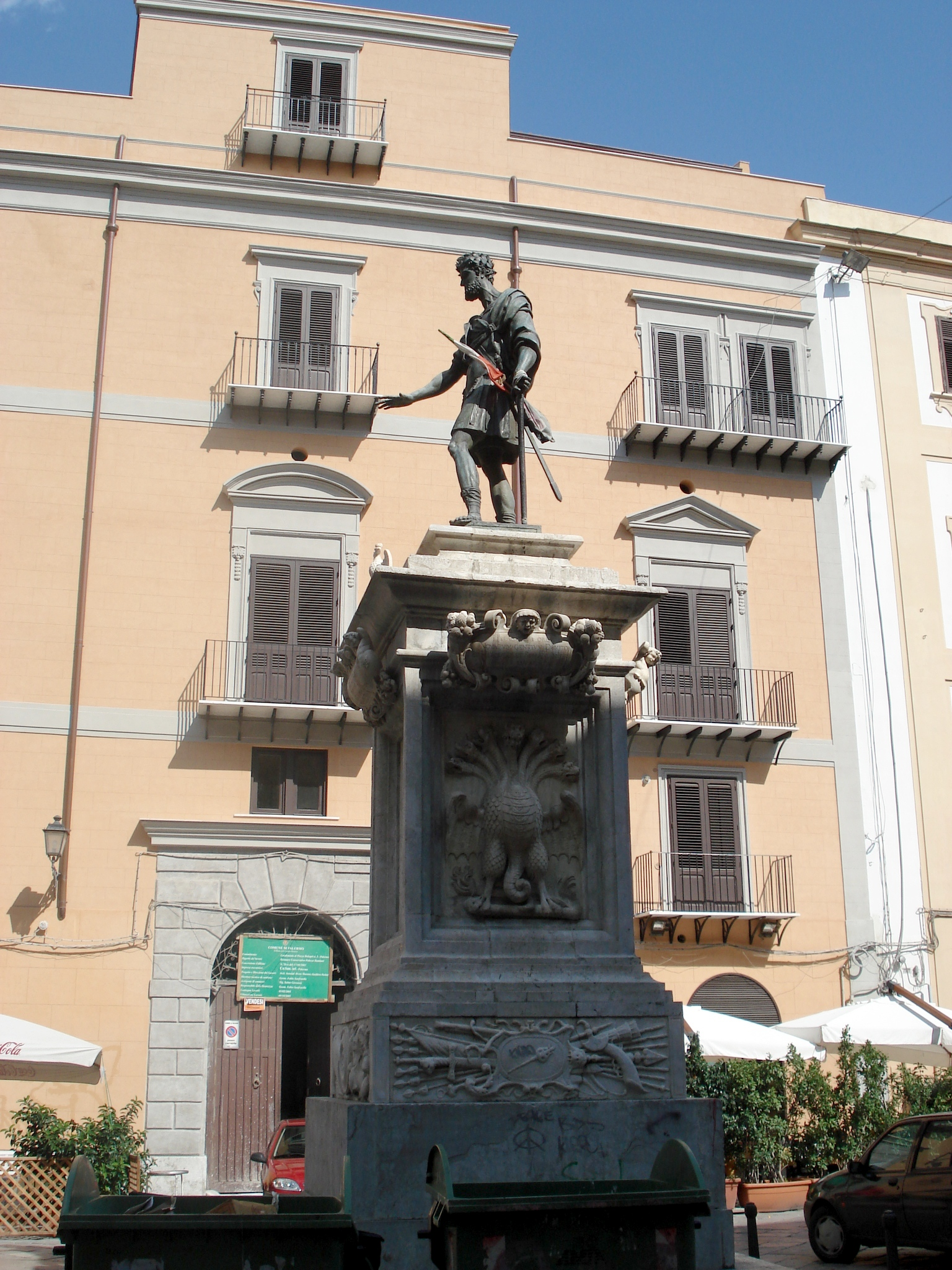
la statua di Carlo V di Scipione Li Volsi.

La famiglia dei Li Volsi o Livolsi è formata da scultori originari di Nicosia e di Tusa, che furono molto attivi in Sicilia nel XVI e soprattutto nel XVII secolo.
Furono artisti poliedrici, spaziando dalla scultura lignea alla manipolazione dello stucco, dagli apparati scenografici fino alle arti decorative, cogliendo e padroneggiando le tendenze artistiche del loro tempo, al di là del vernacolo nel quale indulgeva la gran parte delle botteghe di intagliatori attivi nell'area delle Madonie e dei Nebrodi. La loro produzione spaziava dalla vera e propria statuaria religiosa (crocefissi, statue di santi ecc.) agli arredi ecclesiastici (altari e cori lignei), alle "vare", agli apparati scenografici effimeri per la celebrazione di particolari eventi.
Alcuni membri della famiglia raggiunsero una straordinaria capacità nella plasticazione dello stucco, anticipando la fioritura che ebbe tale genere artistico con la famiglia Serpotta, così come dimostrano gli apparati decorativi della tribuna della Chiesa Madre di Ciminna, gli stucchi del bema nella Cattedrale di Cefalù, le decorazioni della cappella del SS. Sacramento nella Matrice di Collesano e quelle della cappella Coccìa nella Matrice d'Isnello.

## Genealogia dei Li Volsi
Recenti acquisizioni, oltre a restituire più compiutamente la statura artistica e la cifra stilistica della bottega, hanno ricostruito più esattamente il quadro familiare che era costituito da:
- Scipione Li Volsi senior di Tusa fonditore e stuccatore.
  - Francesco Li Volsi, padre di Giovan Battista Li Volsi e Giuseppe Li Volsi.
  - Narciso Li Volsi, imparentato con gli esponenti della prima generazione ed autore di alcuni tetti lignei nelle chiese madonite.

## Giovan Battista Li Volsi
Giovan Battista Li Volsi o Giambattista originario di Nicosia, attivo nella prima metà del XVII secolo. Fratello e collaboratore di Giuseppe Li Volsi, padre di Stefano Li Volsi. Scultore particolarmente versato nell'intaglio ligneo, esponente del manierismo e del tardo barocco.

### Opere
- 1617, Madonna e Cristo Salvatore, statue lignee, opere custodite nella chiesa di Santa Maria la Donna Nuova di Enna.
- 1610, Chiesa di San Sebastiano, progettazione in collaborazione col fratello Giuseppe dell'edificio, costituisce il complesso della chiesa di San Sebastiano di Mistretta.
- 1610 - 1611, Vara di San Sebastiano, opera di Giuseppe e Giovanbattista Li Volsi, custodita nella chiesa di San Sebastiano di Mistretta.
- XVII secolo, San Giuseppe e il bambino Gesù, scultura policroma, opere custodite nella chiesa di San Sebastiano di Mistretta.
- 1622, Coro, manufatto ligneo costituente il coro in legno di noce con raffigurazioni dell'Ingresso di Gesù a Gerusalemme, Martirio di San Bartolomeo, Incoronazione della Vergine, San Nicola di Bari, collaborazione con il figlio Stefano, opera custodita nella cattedrale di San Nicolò di Nicosia.[3]
- XVII secolo, San Giovanni Battista, scultura lignea, opere proveniente dalla chiesa omonima e custodita nella cattedrale di San Nicolò di Nicosia.[3]
- XVII secolo, "San Nicola", scultura lignea, opera custodita nella cattedrale di San Nicolò di Nicosia.[3][4]
- XVII secolo, Sant'Onofrio Eremita e Angelo Custode, statue lignee, opere custodite nella basilica di Santa Maria Maggiore di Nicosia.[3]
- XVII secolo, Gesù flagellato alla colonna, statua lignea, opera custodita nella chiesa di San Francesco di Nicosia.[3][5]
- 1599, San Vito, statua lignea, attribuzione, opera custodita nella chiesa di San Francesco di Nicosia.[3]
- XVII secolo, San Giovanni Battista, statua lignea, attribuzione, opera custodita sull'altare maggiore della chiesa San Giovanni Battista di Tusa.
- XVII secolo, Coro, manufatto ligneo costituente il coro, collaborazione con il figlio Stefano, opera custodita nella chiesa di Santa Margherita di Agira.
- 1603, San Pietro Apostolo, statua lignea, opera custodita nella chiesa di San Pietro di Mistretta.
- 1600, Chiesa di San Giuseppe, patrocinio e progettazione dell'edificio, costituisce il complesso della chiesa di San Giuseppe di Tusa.
- 1600, San Giuseppe e il bambino Gesù, statua lignea, altre opere lignee attribuibili alla bottega Li Volsi, opere custodite nella chiesa di San Giuseppe di Tusa.
- XVII secolo, Baldacchino processionale, manufatto ligneo, collaborazione con Giuseppe, opera documentata nella chiesa di Maria Santissima Assunta di Tusa.

## Stefano Li Volsi
Stefano Li Volsi attivo nella prima metà del XVII secolo, scultore in legno. Figlio di Giovan Battista Li Volsi, verosimilmente un allevo di Fazio e Vincenzo Gagini.

### Opere
- 1625, Arcangelo Michele, statua lignea policroma, opera custodita nella cattedrale Santa Maria la Nova di Caltanissetta.[6]
- XVII secolo, Arcangelo Michele, statua lignea policroma, opera custodita nella chiesa della Mercede di Leonforte.[6]
- XVII secolo, San Benedetto, statua lignea policroma, opera custodita nella chiesa di San Domenico di Nicosia.[6][7]
- XVII secolo, San Calogero, statua lignea policroma, opera custodita nella chiesa di San Calogero di Nicosia.[6]
- XVII secolo, San Michele, statua lignea policroma, opera custodita nella chiesa di San Michele di Nicosia.[6]
- 1622, Coro, manufatto ligneo con le raffigurazioni David e l'arpa, opera realizzata in collaborazione col padre Giambattista, custodita nel coro della cattedrale di San Nicolò di Nicosia.[6]
- XVII secolo, San Lorenzo, statua lignea policroma, opera custodita nella basilica di Santa Maria Maggiore di Nicosia.
- XVII secolo, Vara, manufatto ligneo processionale (vara), opera custodita nella basilica di Santa Maria Maggiore di Nicosia.[6]
- XVII secolo, San Francesco di Paola, statua lignea policroma, attribuzione incerta, opera custodita nella chiesa di San Francesco di Paola di Nicosia.[6][8]
- XVII secolo, San Luca Casali, statua lignea policroma raffigurante San Luca Casali da Nicosia, attribuzione incerta, opera custodita nella chiesa di San Michele di Nicosia.[6]
- XVII secolo, San Rocco, statua lignea policroma, attribuzione incerta, opera custodita nella chiesa di Santa Croce di Nicosia.[6]
- XVII secolo, San Paolino, statua lignea policroma, attribuzione incerta, opera custodita nella chiesa di Santa Croce di Nicosia.[6]
- XVII secolo, Immacolata Concezione, statua lignea policroma, attribuzione incerta, opera custodita nella chiesa di San Francesco di Nicosia.[6][5]
- XVII secolo, Santa Dorotea, statua lignea policroma, attribuzione incerta, opera custodita nella chiesa di Sant'Agata di Nicosia.[6]
- XVII secolo, Armadi, manufatti lignei con raffigurazioni dei Misteri di Maria, attribuzione, opere custodite nel duomo di Maria Santissima della Visitazione di Enna.[6]

## Giuseppe Li Volsi
Giuseppe Li Volsi Senior attivo dal 1600 al 1650, scultore e stuccatore. Originario di Nicosia e insediatosi a Gangi, figlio di mastro Francesco Li Volsi, fratello di Giovan Battista Li Volsi, padre di Francesco Martino Li Volsi, Giovan Battista Li Volsi Junior e Scipione Li Volsi Junior. Capostipite del ceppo familiare che alla fine del XVII secolo si trasferì a Tusa, aprendo un laboratorio che ebbe prestigiosi incarichi professionali, con un'intensa produzione che copre quattro generazioni, fino ed oltre il 1670. A Tusa la famiglia patrocinò l'edificazione della chiesa di San Giuseppe, nella quale è custodita un'Immacolata foggiata da Scipione, il quale elesse questo edificio come mausoleo per se stesso e per i propri congiunti.

### Opere
- 1584, Coro, manufatto ligneo, opera presente nel coro del duomo di San Martino di Corleone.
- 1597, San Giovanni Battista, statua lignea realizzata in collaborazione con Sigismondo Li Volsi; opera custodita nella chiesa di Sant'Agostino di Gagliano Castelferrato.
- XVI secolo, Decorazioni, manufatti in stucco, opere presenti nel coro della basilica di San Pietro di Collesano.

Isnello
- 1607, Apostoli, manufatti in stucco, opere custodite nel duomo di San Nicola di Bari.[9]
- 1619, Crocifisso, manufatto ligneo, opera custodita nel duomo di San Nicola di Bari.

Mistretta
- 1601, Sant'Antonio Abate, statua lignea opera commissionata per la chiesa di Sant'Antonio Abate oggi presente nel Museo parrocchiale.
- 1603, San Pietro, statua lignea opera presente nella chiesa di San Pietro.
- 1603, Crocefisso, statua lignea opera presente nella Cappella del Purgatorio della chiesa del Purgatorio.
- 1610 - 1611, Vara di San Sebastiano, carro trionfale realizzato da Giuseppe e Giovanbattista Li Volsi, opera custodita nella chiesa di San Sebastiano.

## Bottega Li Volsi
- Francesco Li Volsi attivo nel XVII secolo, scultore e stuccatore attivo nel XVII secolo, documentato come "architetto" e raffinato inventore di apparati scenografici. Figlio di Giuseppe Li Volsi.
Opere
- XVII secolo, San Rocco, statua lignea, opera custodita nella chiesa di San Rocco di Motta d'Affermo.
- 1632, Cappella di San Nicolò Politi, apparato decorativo in stucco, opera documentata nel duomo di Santa Maria Assunta di Alcara li Fusi.
- XVII secolo, Macchina, congegno scenografico dell'Acchianata 'a Madonna, opera custodita nella chiesa di Maria Santissima Assunta di Tusa.

- Giuseppe Li Volsi Junior scultore e stuccatore attivo nel XVII secolo, figlio di Francesco Li Volsi.
1656, Portale, manufatto ligneo, progettazione del portale principale della chiesa di San Nicolò di Pettineo.
-Giovanni Battista Li Volsi Junior attivo nel XVII secolo, scultore, figlio di Giuseppe Li Volsi.
Opere
- XVII secolo, Altare maggiore, manufatto ligneo, opera custodita nella chiesa San Giovanni Battista di Tusa.

- Martino Li Volsi, figlio di Giuseppe Li Volsi, collaboratore di Scipione Li Volsi e di Francesco Li Volsi nelle loro attività.
- Paolo Li Volsi figlio di Giuseppe Li Volsi, scultore e collaboratore di Scipione Li Volsi e di Francesco Li Volsi nelle loro attività.
- Scipione Li Volsi

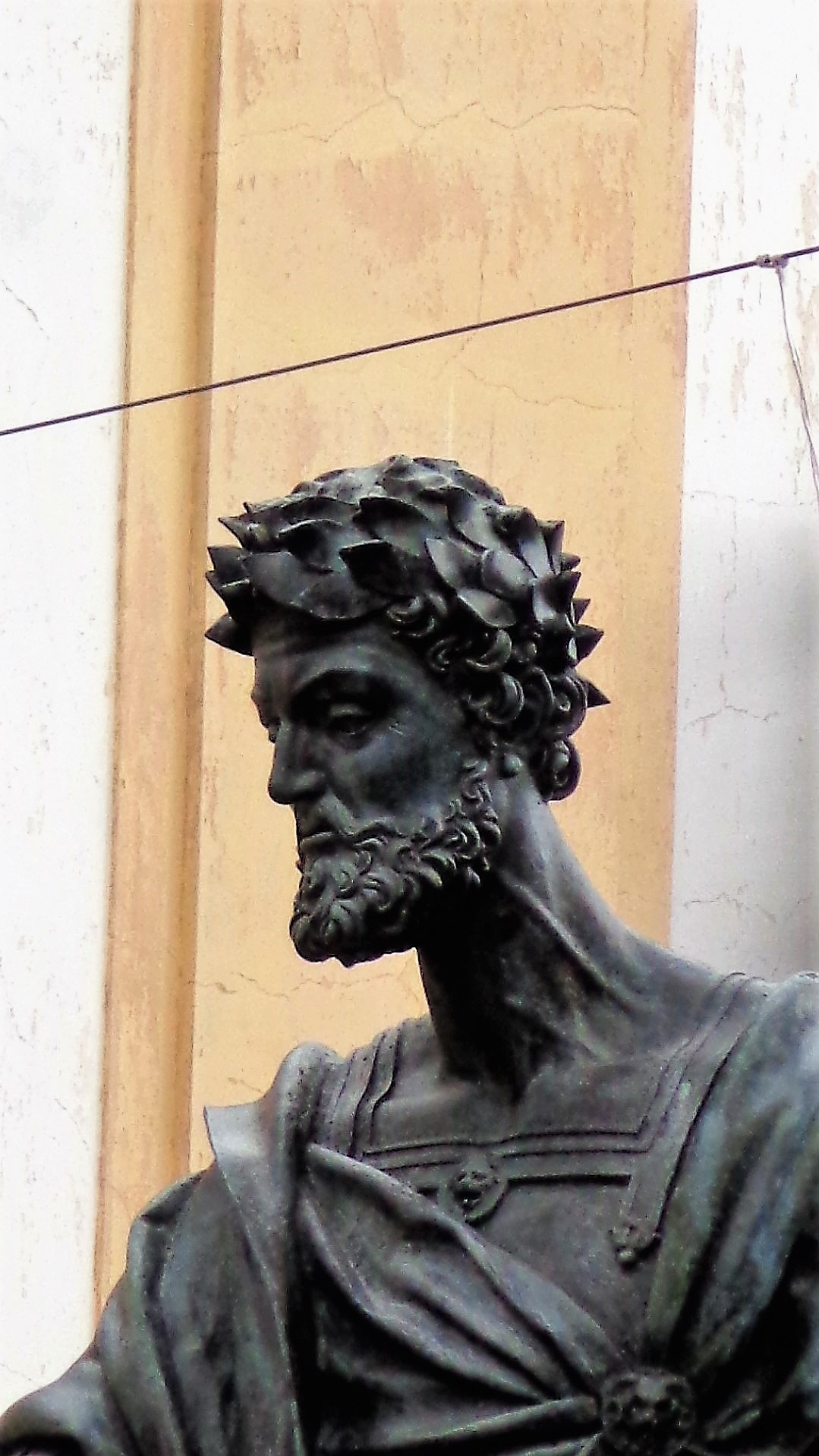
Dettaglio statua Carlo V - Piazza Bologni, Palermo.

- Scipione Li Volsi Junior, Simone o Simeone (Tusa, 12 luglio 1588 - Tusa, 23 settembre 1667) attivo nel XVII secolo, scultore e stuccatore. Figlio di Giuseppe Li Volsi.
- Sigismondo Li Volsi attivo nella prima metà del XVII secolo, intagliatore in legno. Figlio di Giuseppe Li Volsi il gangitano, documentato come apprezzato intagliatore di cori lignei.
Opere
- 1597, San Giovanni Battista, statua lignea realizzata in collaborazione con Giovanni Battista Li Volsi; opera custodita nella chiesa di Sant'Agostino di Gagliano Castelferrato.